# Ardian Ismajli
Ardian Ismajli (Majac, Kosovo, 30 de julio de 1996) es un futbolista kosovar nacionalizado albanés. Juega de defensa y su equipo es el Torino F. C. de la Serie A.

## Selección nacional
Hizo su debut internacional con la selección de Kosovo el 29 de mayo de 2018 en un amistoso ante Albania. Sin embargo, unos meses más tarde decidió representar a Albania debutando ante Escocia el 17 de noviembre de 2018 en un partido correspondiente a la Liga de Naciones de la UEFA 2018-19.

### Participaciones en Eurocopas
| Copa          | Sede     | Resultado    | Partidos | Goles |
| ------------- | -------- | ------------ | -------- | ----- |
| Eurocopa 2024 | Alemania | Primera fase | 0        | 0     |

## Clubes
| Club                     | País    | Año       | Partidos | Goles |
| ------------------------ | ------- | --------- | -------- | ----- |
| K. F. 2 Korriku          | Kosovo  | 2014-2016 |          |       |
| F. C. Prishtina (cedido) | Kosovo  | 2015-2016 |          |       |
| H. N. K. Hajduk Split    | Croacia | 2016-2020 | 93       | 2     |
| Spezia Calcio            | Italia  | 2020-2021 | 21       | 1     |
| Empoli F. C.             | Italia  | 2021-2025 | 106      | 0     |
| Torino F. C.             | Italia  | 2025-     |          |       |